# Othello (pel·lícula de 1952)
Othello és una pel·lícula estatunidenca dirigida per Orson Welles i estrenada el 1952. Es tracta d'una de les moltes obres de William Shakespeare adaptada per Welles, en aquesta ocasió per al cinema. Com succeiria repetidament al llarg de la seva carrera, el rodatge va haver-se d'aturar per manca de diners, continuant la producció mesos més tard. L'estil expressionista d'unes imatges contrastades en blanc i negre torna a ser marca d'estil del cineasta, interpretant ell mateix a Othello.

## Repartiment
- Othello: Orson Welles
- Iago: Micheál MacLiammóir
- Desdémone: Suzanne Cloutier
- Roderigo: Robert Coote
- Cassio: Michael Lawrence
- Emilia: Fay Compton
- Page: Joan Fontaine (no surt als crèdits)

## Premis
La pel·lícula va rebre la Palma d'Or al Festival Internacional de Cinema de Canes de 1952.

## Al voltant de la pel·lícula
Va ser dirigida i produïda per Orson Welles, que també interpretava un paper. El guió va ser adaptat per Welles i Jean Sacha (que no surt als crèdits). La pel·lícula va ser filmada en exteriors al Marroc, Venècia, la Toscana i Roma i en els Estudis Scalera a Roma.
A més a més d'Orson Welles, el repartiment incloïa Micheál MacLiammóir com Iago, Robert Coote com Roderigo, Suzanne Cloutier com Desdemona, Michael Laurence com Michael Cassio, Fay Compton com Emilia i Doris Dowling com Bianca. Joseph Cotten i Joan Fontaine també apareixien, sense sortir als crèdits.
Un dels films més complicats de Welles,  Othello  va estar filmant-se i aturat durant tres anys. La pel·lícula es va complicar pels italians, temorosos d'arruïnar-se amb la pel·lícula. Això portava a algunes solucions imaginatives; L'escena famosa en la qual Roderigo és assassinat en uns banys turcs es va fer perquè els vestuari no estava preparat. La filmació va començar el 1949, però va ser forçada a acabar quan els diners per a la producció es van acabar. Això portava a una producció d'estira-i-arronsa; per exemple, una de les escenes de lluita comença al Marroc, però el final es va filmar a Roma uns quants mesos més tard. Welles va utilitzar els diners de les seves feines interines, com El tercer home (1949), per finançar la pel·lícula.
Aquesta llarga i complicada filmació es detalla al llibre de Micheál MacLiammóir, Put Money in Thy Purse.'
La pel·lícula es va estrenar a Europa amb bones crítiques el 1952, guanyant la Palma d'Or al Festival Internacional de Cinema de Canes, encara que era ignorada en gran part als Estats Units. Es va reestrenar el 1991, amb la seva banda sonora reconstruïda en so estèreo (el diàleg era en gran part igual, encara que remasteritzat, i el resultat es va enregistrar novament en estèreo). Aquesta versió va tenir un gran èxit als Estats Units.
La pel·lícula, per raons pressupostàries, va ser rodada en blanc i negre al Marroc i va patir nombroses parades pels problemes econòmics. Orson Welles va rodar mentrestant El tercer home i va reinvertir els seus honoraris per poder continuar la producció de la pel·lícula.